# Le Royaume de Lankhmar
Le Royaume de Lankhmar (titre original : The Swords of Lankhmar) est un roman écrit par Fritz Leiber et appartenant au Cycle des épées. Il a été publié aux États-Unis en 1968 puis traduit et publié en France en 1982. 
Le roman est en fait un fix-up de trois nouvelles de longueurs très différentes : la première, "Scylla's Daughter", a été publiée originellement dans le magazine Fantastic Stories of Imagination en mai 1961. Le roman permet à Leiber de se lancer dans une aventure de plus grande envergure, hantée par la figure d'Hisvet, la femme-ratte, et de décrire d'une manière extrêmement réaliste le monde des rats sous Lankhmar.

## Résumé
Fafhrd et le Souricier gris sont employés par Glipkerio, le suzerain de la ville de Lankhmar, pour protéger ses flottes céréalières, devenues la proie d'une mystérieuse menace. En cours de route, les rats à bord organisent une rébellion et menacent de prendre le navire jusqu'à ce qu'un monstre marin à deux têtes sauve la situation. De retour à Lankhmar, les protagonistes trouvent toute la ville assiégée par les rats. Seuls les sorciers Sheelba au visage sans yeux et Ningauble aux sept yeux peuvent enrayer ce fléau. Le Souricier doit être rétréci par magie pour infiltrer le monde des rats pendant que Fafhrd doit libérer les redoutables Chats de Guerre. La victoire des rats semble cependant certaine jusqu'à l'intervention des dieux de Lankhmar, anciens ennemis des rats.

## Récompenses
La première novelette du roman, "Scylla's Daughter" a été nommée pour le Prix Hugo de la meilleure nouvelle courte 1962.

## Édition française
- En décembre 1982 chez Temps futur coll Heroic fantasy, no Épées-5. Illustration de Andreas, traduction de Jacques de Tersac  (ISBN 2-86607-029-1).
- En janvier 1987 chez Pocket coll. Science-fiction (1re série - Noir), no 5247. Illustration de Wojtek Siudmak, traduction de Jacques de Tersac  (ISBN 2-266-01893-0).